# Handball-Verband Sachsen
Der Handball-Verband Sachsen e. V. (HVS) ist der Dachverband aller Handballvereine in Sachsen und gehört dem Deutschen Handballbund, dem Mitteldeutschen Handball-Verband und dem Landessportbund Sachsen an.

## Geschichte
Der Handball-Verband Sachsen ist einer von 22 Landesverbänden des Handballs in Deutschland. Er untergliedert sich in vier Regionen. Ihm gehören landesweit die Handballvereine und -abteilungen in Sachsen an. Er wurde 1990 gegründet und ist seitdem auch Mitglied des Deutschen Handballbundes e. V. (DHB). Innerhalb der Landesverbände zählt der HVS mit aktuell etwa 20.000 Mitgliedern, 900 Mannschaften und 200 Vereinen zu den mittelgroßen Verbänden, gleichzeitig ist er der mitgliederstärkste Landesverband der neuen Bundesländer.
Der HVS ist für die Organisation und Koordination des landesweiten Spielbetriebs bis zur Oberliga Sachsen zuständig. Den Spielbetrieb für die Regionalliga Mitteldeutschland führt der HVS seit 2007 in Kooperation mit den Handballverbänden von Sachsen-Anhalt und Thüringen als Mitteldeutscher Handball-Verband e. V. (MHV) durch.
Die Verbandsarbeit besteht neben der Sicherstellung und Entwicklung des Spielbetriebes auf allen Ebenen aus der Aus- und Fortbildung der Trainer und Übungsleiter, Schiedsrichter und Kampfgerichte sowie der Talententwicklung.

## Verbandsstruktur
Der HVS gliedert sich in vier Regionen:
- Region Leipzig
- Region Sachsen-Mitte
- Region Südwestsachsen
- Region Ostsachsen

## Ligasystem
Sowohl im Männer- als auch im Frauenbereich werden vom HVS die Oberliga Sachsen als höchste landesweite Spielklasse (5. Stufe in der Ligenhierarchie des deutschen Handballs) sowie die Verbandsliga (6. Stufe) organisiert. Die Verbandsliga ist jeweils in die Staffeln West und Ost eingeteilt. Die in der Ligahierarchie nachfolgenden Spielklassen sind auf Regionsebene die Regionsoberliga, die Regionsliga und die Regionsklasse sowie ggf. die 2. Regionsklasse. Insbesondere bei den Jugendmannschaften gibt es häufig nur die Regionsoberliga und die Regionsliga oder die Ligen sind in mehrere gleichwertige Staffeln aufgeteilt.

## Ligazugehörigkeit der sächsischen Vereine Saison 2024/2025
| Männer | Frauen                                                                                      |
| --- | ------------------------------------------------------------------------------------------- |
| 1. Bundesliga (I. Liga)                                                                                          |                                                                                             |
| SC DHfK Leipzig                                                                                                  | BSV Sachsen Zwickau                                                                         |
| 2. Bundesliga (II. Liga)                                                                                         |                                                                                             |
| HC Elbflorenz 2006                                                                                               | HC Leipzig HC Rödertal                                                                      |
| 3. Bundesliga (III. Liga)                                                                                        |                                                                                             |
| EHV Aue SC DHfK Leipzig II                                                                                       | SC Markranstädt                                                                             |
| Mitteldeutsche Oberliga (IV. Liga)                                                                               |                                                                                             |
| NHV Concordia Delitzsch SG Pirna/Heidenau HC Einheit Plauen HC Elbflorenz 2006 II HC Glauchau/Meerane EHV Aue II | HC Leipzig II Görlitzer HC VfL Meißen HV Chemnitz TuS Leipzig-Mockau BSV Sachsen Zwickau II |

## Pokalsystem
Sowohl im Männer- als auch im Frauenbereich wird vom HVS der Landskron-Pokal organisiert.